# Schwäbische Rezat
Schwäbische Rezat – rzeka w Bawarii, prawy dopływ Rednitz. 